# All Out War
Gli All Out War sono una band metalcore/punk metal sotto contratto della Victory Records originaria di Newburgh (New York).

## Storia
Anche se spesso la loro data di formazione viene accreditata al 1993, gli All Out War tennero il loro concerto di debutto a Newburgh, New York, presso lo skate park Hudson Valley nel 1991. Durante il concerto scoppiò una rivolta che richiese l'intervento della polizia. La formazione era composta da Darryl Quirk, Sam Carbone, Tom Connelly (tre membri degli A.W.O.L., una precedente band hardcore di Newburgh, N.Y.) e Mike Score. La formazione della band cambiò frequentemente nei primi anni di attività. Nel 1997 gli All Out War si esibirono con una band totalmente rifondata che comprendeva l'originario Mike Score, e poi Jim Antonelli e Taras Apuzzo, il bassista Eric Carrillo ed il batterista Jesse Sotherland. Fu dello stesso anno il loro album di debutto intitolato Truth in the Age of Lies e pubblicato con l'etichetta discografica tedesca Gain Ground nel 1997. Più tardi nel 1997 la band firmò con l'etichetta discografica di Chicago Victory Records, con cui pubblicarono il loro secondo album For Those Who Were Crucified nel 1998.
I tumulti all'interno della band continuarono negli anni successivi all'uscita di For Those Who Were Crucified con diversi cambi di formazione. La band tornò in studio nel 2003 per registrare il loro terzo full-length, Condemned to Suffer, che fu pubblicato sempre su Victory Records. Nel 2004 la band annunciò di essersi ufficialmente sciolta a causa dell'incapacità del cantante Mike Score di Portre avanti la band.
Gli All Out War si riunirono nel 2006, e pubblicarono il loro quarto album Assassins in the House of God (Victory Records, 2007).
Dopo aver lasciato temporaneamente la Victory Records, all'inizio del 2010, gli All Out War tornarono dall'editore per registrare Into the Killing Fields, che fu pubblicato nell'agosto 2010.
A fine giugno 2015, gli All Out War pubblicarono un nuovo EP, Dying Gods, su Organized Crime Records.
A inizio febbraio 2023, pubblicarono un album più influenzato dal black metal, Celestial Rot su Translation Loss.

## Formazione
- John Score - Cantante
- Jim Antonelli - Chitarrista
- Jim Bremer - Chitarrista
- Eric Carrillo - Bassista
- Lou Iuzzini - Batterista

## Discografia

### Album
- 1997 – Truth in the Age of Lies, , Gain Ground GAIN 011, Germania
- 1998 – For Those Who Were Crucified, , Victory Records VR085, USA
- 2003 – Condemned to Suffer, , Victory Records VR126, USA
- 2007 – Assassins in the House of God, , Victory Records VR343, USA
- 2010 – Into the Killing Fields, , Victory Records VR586, USA
- 2017 – Give Us Extinction, , Organized Crime Records OCR0692, USA
- 2019 – Crawl Among the Filth, , Unbeaten Records, USA
- 2023 – Celestial Rot, , Translation Loss Records, USA

### Demo
- 1993 – All Out War, MC, autoproduzione, USA

### Singoli ed EP
- 1992 - Sum of All Fears
- 1994 - Destined to Burn
- 1997 - Hymns of the Apocalypse
- 2013 - Drowning in Damnation / Show of Force
- 2015 - Dying Gods
- 2017 - Accept No Masters